# Луканидис, Такис
Неотакис (Такис) Луканидис (греч. Τάκης Λουκανίδης; 25 сентября 1937, Паранестион, Драма — 11 января 2018, Афины) — греческий футболист, полузащитник. Выступал за сборную Греции.

## Биография
Родился в приграничном селе Паранестион. Во время оккупации Греции в годы второй мировой войны его отец был убит болгарами, а в 10-летнем возрасте Такис остался круглым сиротой и попал в детский дом. В юношеском возрасте выступал за команду из Комотини.
С 1955 года играл за клуб «Докса» (Драма) — сильнейший нестоличный клуб того времени, стал двукратным финалистом Кубка Греции (1958, 1959). Получал приглашения из туринского «Ювентуса», клубов Греции и Турции, но в итоге перешёл в «Панатинаикос». Переход пришлось оформлять через киприотский клуб «АПОЭЛ», так как «Докса» не хотела продавать игрока напрямую в другой греческий клуб. В составе афинского клуба дебютировал в чемпионате Греции 28 марта 1962 года в матче против афинского АЕК, а впервые отличился в своей второй игре — 1 апреля 1962 года в матче с «Проодефтики». В составе «Панатинаикоса» стал трёхкратным чемпионом страны (1962, 1964, 1965) и обладателем Кубка Греции (1967), забил 59 голов в чемпионатах страны. В конце карьеры выступал за «Арис» (Салоники), с которым в 1970 году завоевал Кубок Греции.
В течение десяти лет выступал за национальную сборную Греции. Дебютный матч сыграл 1 октября 1958 года в отборочном матче чемпионата Европы против Франции (1:7). Впервые отличился 3 июля 1960 года, забив оба гола своей команды в товарищеском матче с Данией (2:7). Всего в составе сборной сыграл 23 матча и забил три мяча. В одной игре (против Франции в ноябре 1960 года) был капитаном команды.
В 2004 году была издана его автобиография (Loukanidis, Takis; Patsis, Haris S.; Patsis, Haris Tzo (2004). Εγώ, ο Τάκης Λουκανίδης [I, Takis Loukanidis]. Center for European Publications. p. 304. ISBN 978-960-7988-55-3)
Скончался 11 января 2018 года в Афинах на 81-м году жизни от инфаркта миокарда. В сообщении о смерти на клубном сайте назван «легендарным игроком клуба, одним из лучших футболистов Греции всех времён, символом истории „Панатинаикоса“ и греческого футбола в целом».

## Достижения
- Чемпион Греции (3): 1962, 1964, 1965
- Обладатель Кубка Греции (2): 1967, 1970
- Финалист Кубка Греции (2): 1958, 1959

## Личная жизнь
Его брат Танасис тоже был футболистом, выступал за «Доксу», «Олимпиакос», затем работал тренером.